# Shericka Jackson
Shericka Jackson   (Saint Ann, 16 de juliol de 1994) és una atleta jamaicana especialitzada en les proves de velocitat de 100 metres, 200 metres i 400 metres llisos. Ha guanyat 5 medalles olímpiques i posseeix diversos rècords nacionals de Jamaica. També és membre de l'equip jamaicà de velocistes.
Jackson es dona a conèixer mundialment en el Campionat del Món sub-20 de Moncton, Canadà, de 2010, aconseguint la 4a plaça en la prova d'equips del 4x100 metres relleus. A partir d'aquí comença una carrera consecutiva de medalles en els diferents campionats juvenils internacionals.
En el Campionat del Món de Beijing de 2015 aconsegueix la medalla d'or en el 4x400 metres relleus i la medalla de bronze en els 400 metres llisos. Un any més tard, en els Jocs Olímpics de Rio de Janeiro del 2016 es penja la medalla de plata en el 4x400 metres relleus i la medalla de bronze en els 400 metres llisos. En el Campionat del Món de Doha de 2019, puja tres vegades al podi, aconseguint 1 medalla d'or en el 4x100 metres relleus i dues medalles de bronze en els 400 metres llisos i el 4x400 metres relleus. Dos anys més tard torna a aconseguir 3 medalles en els Jocs Olímpics de Tòquio 2020, un or en el 4x100 metres relleus i dos bronzes en els 100 metres llisos i el 4x400 metres relleus. Durant els Mundials de 2022 i 2023 aconsegueix exactament els mateixos resultats, aconseguint consecutivament la fita de penjar-se 3 medalles, medalla d'or a la prova de 200 metres llisos i plata en els 100 metres llisos i 4x100 metres relleus. A més, en la prova dels 200 metres llisos del Campionat del Món de Budapest 2023, Jackson va establir la seva millor marca personal (i rècord nacional de Jamaica) amb 21.41 segons, sent la segona millor marca de tota la història de la disciplina, només superada per l'històric rècord mundial de Florence Griffith-Joyner, aconseguit durant els Jocs Olímpics de Seúl de 1988.
En els Jocs Olímpics de París, es va retirar en el període d'escalfament de la prova dels 200m degut a una lesió a la cama.

## Marques personals
| Disciplina     | Marca      | Vent     | Seu               | Data           |
| -------------- | ---------- | -------- | ----------------- | -------------- |
| 100m llisos    | 10.65      | +1,0 m/s | Kingston, Jamaica | 7 juliol 2023  |
| 200m llisos    | 21.41 NR   | +0,1 m/s | Budapest, Hongria | 25 agost 2023  |
| 400m llisos    | 49.47      |          | Doha, Qatar       | 3 octubre 2019 |
| 4x100m relleus | 41.02 NR   |          | Tòquio, Japó      | 6 agost 2021   |
| 4x200m relleus | 1:29.24 NR |          | Nassau, Bahames   | 22 abril 2017  |
| 4x400m relleus | 3:19.13    |          | Beijing, Xina     | 30 agost 2015  |

## Trajectòria professional
| Any  | Competició               | Seu                    | Prova  | Posició | Marca     |
| ---- | ------------------------ | ---------------------- | ------ | ------- | --------- |
| 2010 | Campionat del Món Sub-20 | Moncton, Canadà        | 4x100  | 4a      | 44.68     |
| 2011 | Campionat del Món Sub-18 | Lilla, França          | 200m   | 3a      | 23.62     |
| 2012 | Campionat del Món Sub-20 | Barcelona              | 200m   | 8a      | 23.53     |
| 2012 | Campionat del Món Sub-20 | Barcelona              | 4x400m | 2a      | 3:32.97   |
| 2015 | Campionat del Món        | Beijing, Xina          | 400m   | 3a      | 49.99     |
| 2015 | Campionat del Món        | Beijing, Xina          | 4x400m | 1a      | 3:19.13WL |
| 2016 | Jocs Olímpics            | Rio de Janeiro, Brasil | 400m   | 3a      | 49.85     |
| 2016 | Jocs Olímpics            | Rio de Janeiro, Brasil | 4x400m | 2a      | 3:20.34   |
| 2017 | Campionat del Món        | Londres, Regne Unit    | 400m   | 5a      | 50.76     |
| 2017 | Campionat del Món        | Londres, Regne Unit    | 4x400m | DNF     | DNF       |
| 2019 | Jocs Panamericans        | Lima, Perú             | 400m   | 1a      | 50.73m    |
| 2019 | Campionat del Món        | Doha, Qatar            | 400m   | 3a      | 49.47 PB  |
| 2019 | Campionat del Món        | Doha, Qatar            | 4x100m | 1a      | 41.44 WL  |
| 2019 | Campionat del Món        | Doha, Qatar            | 4x400m | 3a      | 3:22.37   |
| 2021 | Jocs Olímpics            | Tòquio, Japó           | 100m   | 3a      | 10.76 PB  |
| 2021 | Jocs Olímpics            | Tòquio, Japó           | 200m   | 29a (h) | 23.26     |
| 2021 | Jocs Olímpics            | Tòquio, Japó           | 4x100m | 1a      | 41.02 NR  |
| 2021 | Jocs Olímpics            | Tòquio, Japó           | 4x400m | 3a      | 3:21:24SB |
| 2022 | Campionat del Món        | Oregon, EUA            | 100m   | 2a      | 10.73 PB  |
| 2022 | Campionat del Món        | Oregon, EUA            | 200m   | 1a      | 21.45 CR  |
| 2022 | Campionat del Món        | Oregon, EUA            | 4x100m | 2a      | 41.18 SB  |
| 2023 | Campionat del Món        | Budapest, Hongria      | 100m   | 2a      | 10.72     |
| 2023 | Campionat del Món        | Budapest, Hongria      | 200m   | 1a      | 21.41 CR  |
| 2023 | Campionat del Món        | Budapest, Hongria      | 4x100m | 2a      | 41.21 SB  |
| 2024 | Jocs Olímpics            | París, França          | 200m   | DNS     | DNS       |